# فولفوكس
فولفوكس (بالإنجليزية: Volvox)‏ هو جنس مُتعدد العِرق من يخضورات الطحالب الخَضراء ضمن عائلة فولفوكيسي. تُشكل الفولفوكس مستعمرة كروية تتكون من حوالي 50 ألف خلية، وتعيش في مجموعة متنوعة من المياه العذبة، وقد اكتشفت لأول مرة من قِبل أنطوني فان ليفينهوك عام 1700. نشأت طحالب الفولفوكس من سلائف وحيدة الخلية قبل 200 مليون سنة تقريباً.